# Etničke grupe Mayottea
Etničke grupe Mayottea: 123,000 (World Christian Database; 2008) oko 10 naroda
- Arapi	70
- Francuzi 500
- Komorci 80,000 (nekoliko različitih skupina koje govore komorski; s Maore ili Mahore)
  - Maore (Mahore) 66,000
- Makonde 400
- Makua 700
- Malagasi (Madagaskarci) 1,000
- Malajci 70
- Reunionski kreoli 	100 (543,000 u 6 zemalja)
- Shibushi 27,000
- Swahili 2,300

## Vanjske poveznice
- Mayotte